# Cesare Corte

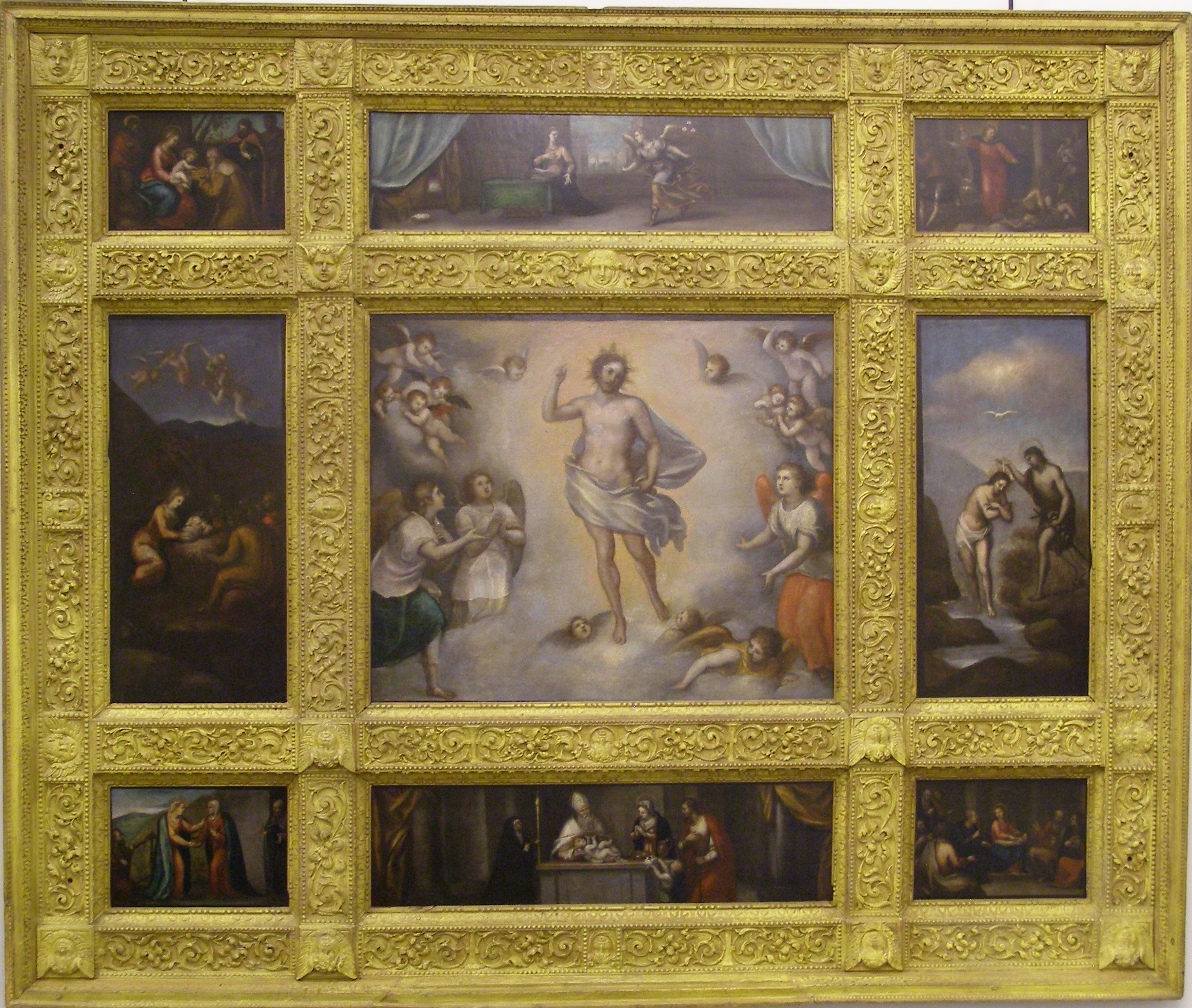
"Storie della Vita di Cristo" di Cesare Corte, bozzetto per il soffitto di una cappella domestica esposta a Palazzo Bianco, Genova

Cesare Corte (Genova, 1550 – 1613) è stato un pittore e architetto italiano.

## Biografia[1]
Figlio del pittore ed alchimista veneziano, d'origine pavese, Valerio Corte e della nobildonna Ottavia Sofia, della quale si ignora però il casato. Suo fratello fu Marco Antonio, deceduto molto giovane, agli inizi della carriera di pittore.
Educato in matematica ed in lettere dal padre ed in architettura militare da uno zio materno, Corte fu istruito nell'arte della pittura sia dal padre che, probabilmente, da Luca Cambiaso.
Nei primi anni della sua carriera fu in Francia ed in Inghilterra, ove lavorò alla corte di Elisabetta I che apprezzò molto la sua arte, tanto da cercare di trattenerlo a Londra.
Protetto dal mecenate Alberico I Cybo-Malaspina, poté lavorare grazie alla sua intermediazione per il conte di Tirolo Ferdinando d'Asburgo.
Sempre tramite il Cybo, Corte lavorò come architetto militare per Ferdinando I de' Medici, Granduca di Toscana.
A Firenze conobbe e divenne amico di Giovanni Battista Paggi, genovese anch'egli, esiliato nel capoluogo toscano per debiti.
Lasciata la Toscana, tornò nella natia Genova, ove continuò l'attività di pittore, facendosi notare per alcuni soggetti fuori dai canoni, come una rappresentazione, omaggiata dal Chiabrera con un sonetto, dei lussuriosi del quinto canto dell'Inferno di Dante realizzata per Filippo Pallavicino.
Fu probabilmente tra i maestri dello Strozzi. Fece da insegnante nell'arte della pittura anche per il figlio Davide e per il Borzone.
Dopo un suo commento palesemente eretico all'Apocalisse venne denunciato all'Inquisizione, ed in seguito, il 30 dicembre 1612, fu imprigionato. Costretto ad abiurare in pubblico l'11 agosto 1613 e condannato al carcere perpetuo che lo portò alla morte di lì a poco.
Il perché della sua conversione all'eresia è un argomento molto discusso: si fa risalire talvolta agli anni trascorsi in Francia ed in Inghilterra, dove, tramite un conoscente di Lione, sarebbe venuto in possesso di alcuni testi eretici, oppure all'esperienza familiare, dato che il padre era un noto alchimista.
Molte sue opere furono sostituite dagli altari delle chiese genovesi e solo un'opera, la pala di Ognissanti, realizzata probabilmente seguendo i dettami dell'Inquisizione, rimase esposta.
Secondo il Dictionary of painters and engravers, biographical and critical di Michael Bryan, Corte nacque nel 1554.
Gli è stata dedicata una via di Genova, nel quartiere di Castelletto.

## Opere
- Storie della vita di Cristo, bozzetto per il soffitto di una cappella domestica, olio su tavola, 131.5x156.2, Musei di Strada Nuova, Genova.[5]
- Madonna col Bambino fra santi Domenicani e i misteri del Rosario, olio su tela, Musei di Strada Nuova, Genova.
- Madonna col Bambino e San Domenico, olio su tela, Musei di Strada Nuova, Genova.
- Madonna col Bambino, Musei di Strada Nuova, Genova.
- Ritratto di ecclesiastico, Musei di Strada Nuova, Genova, attribuzione.
- Deposizione, Museo diocesano di arte sacra di Chiavari, Chiavari.[6]
- Cristo con angeli, collezione privata.[7]
- Ognissanti, Santuario di San Francesco da Paola, Genova.
- S. Francesco stigmatizzato, per la Chiesa di Santa Maria del Carmine.
- S. Simone Stok, per la Chiesa di Santa Maria del Carmine.
- S. Pietro chiamato sulle acque, per la Chiesa di San Pietro in Banchi.
- S. Maria Maddalena portata dagli angeli in cielo, per la Chiesa di San Francesco di Castelletto.
- Inferno, per Filippo Pallavicino.